# Bandera de l'Illa de Man
La bandera de l'illa de Man o bandera de Man (brattagh Vannin en manx), mostra una trisquela o triskelion formada per tres membres inferiors amb armadura unides per la zona de la pelvis, flexionades pel genoll i els dits dels peus assenyalant el sentit de les agulles del rellotge; tot sobre un camp de color vermell. La bandera és oficial des de l'1 de desembre de 1932 i està basada en l'escut d'armes de l'illa, el qual data del segle xiii. Abans de l'adopció d'aquest disseny, la bandera oficial era la del Regne Unit.
La trisquela és un símbol antic, associat majoritàriament amb els celtes, però també molt estès al llarg del continent euroasiàtic, des d'Irlanda, Escandinàvia i Malta fins a l'Índia i Sibèria.
També hi ha una bandera civil de l'Illa de Man, la qual està formada per la Red Ensign britànica amb la trisquela sobre el camp vermell. Aquesta bandera fou autoritzada per primer cop el 27 d'agost de 1971. Una altra bandera utilitzada és la bandera del Tynwald (parlament de l'illa), que ha onejat als edificis legislatius des del 1971.

## Altres banderes de l'illa

Ensenya civil de l'illa de Man.
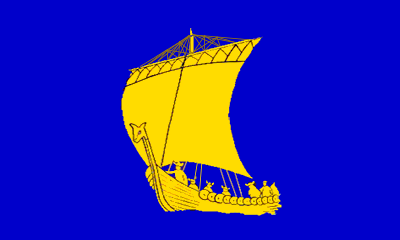
Bandera del Tynwald.
Estandard del governador de l'illa.
Bandera del Servei Civil de Defensa.

## Altres banderes amb trisquela

Bandera de Sicília
Bandera d'Ingúixia
Bandera d'Ust-Orda Buriàtia (Federació Russa)
Bandera d'Eagum (Països Baixos)